# Ninja

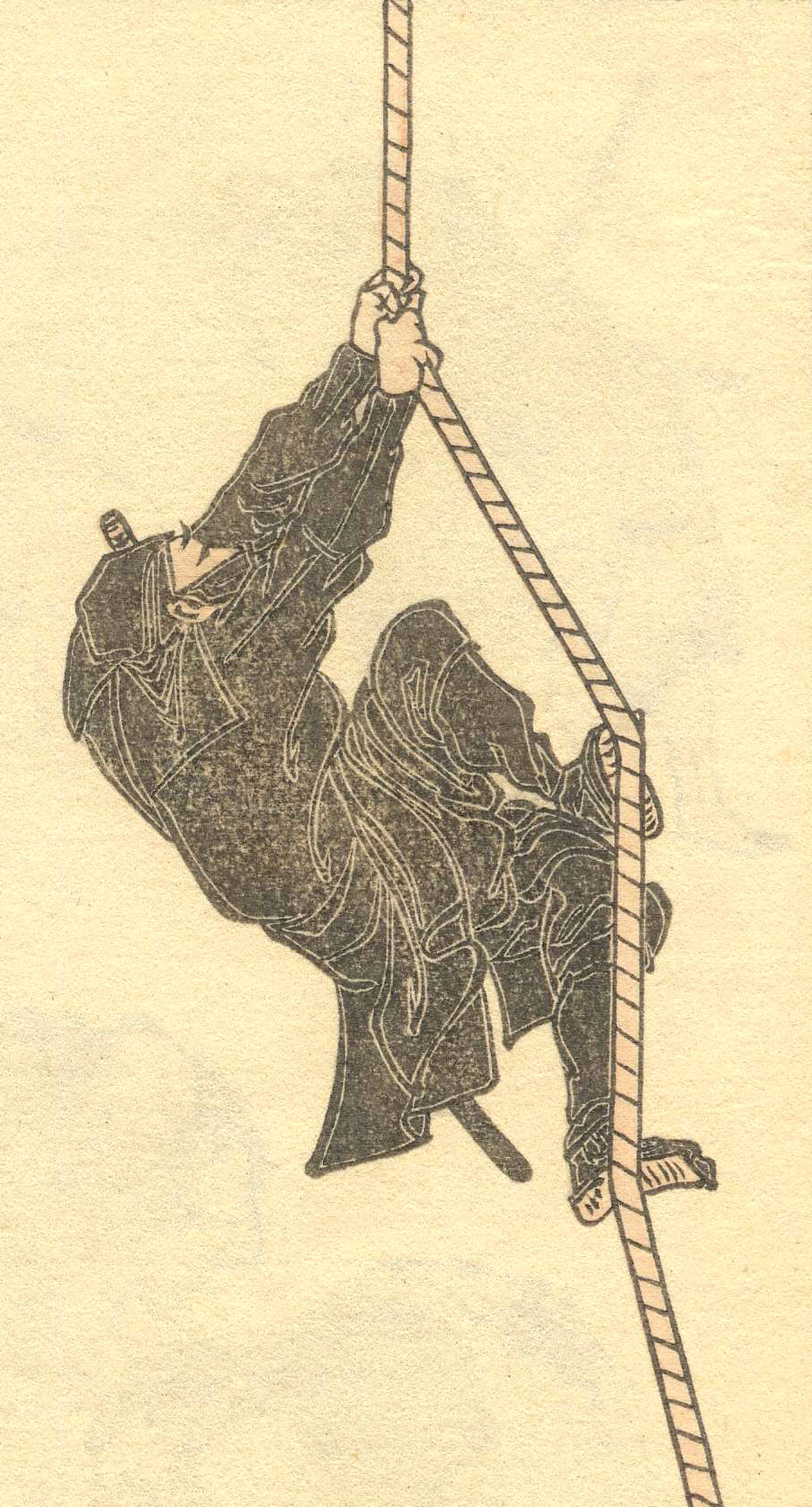
Teckning av en arketypisk ninja från 1817 från en skissamling.

Ninja (忍者) eller shinobi no mono (忍びの者) är ett japanskt begrepp inom krigshistoria och populärkultur.

## Den historiska ninjan
Ordet ninja (忍者, jap. 'dold person'), som består av orden nin och sha/ja, är japanska och kan översättas till "dold person". Begreppet används som benämning för individer som praktiserar ninjutsu. Andra vanliga benämningar som använts historiskt är: shinobi no mono (忍びの者), Iga no mono　(伊賀の者, jap. person från provinsen Iga) och Koga no mono (甲賀の者, jap. person från provinsen Koga). (忍者) En alternativ tolkning av ordet ninja är "en person som uthärdar" men detta är sekundärt eftersom översättningen snarare blir "en person som döljer" [underförstått sitt lidande]. Termen innebar i första hand en funktion än en speciell typ av krigare (jämför "vaktpost".) En ninja kunde således vara en helt vanlig soldat, som beordrades att spana på fienden eller en spion som aldrig satte sin fot på slagfältet. Populärhistoriker som Stephen Turnbull vill göra skillnad på "professionella ninja" och tillfälliga ninja, men det är en anakronistisk analys enligt akademiska forskare såsom professor Karl Friday vid University of Georgia.
Under tiden för de stora inbördeskrigen (sengoku jidai) i Japan utvecklades Iga (i nuvarande Mie-prefekturen) och Koga (nuvarande Shiga-prefekturen) till viktiga centra för "ninja"-aktiviteter. Båda dessa regioner var svårtillgängliga och glesbefolkade och styrdes av ett flertal mindre ledare medan övriga regioner kontrollerades av "länsherrar" daimyo med mer betydande ekonomisk makt. Trakten var även hemvist för många invandrare från dåtidens Korea och Kina. Med sig förde de kontinentens kultur, religion och tekniska framsteg. Området var ovanligt rikt på tempel och heliga platser, vilket medförde tät trafik av tillbedjare, munkar och eremiter. Inte långt ifrån ligger Kyoto, det gamla Japans administrativa säte där även kejsaren bodde och verkade, och Japans livsnerv, Tokaido-vägen, mellan Edo (nuvarande Tokyo) och Kyoto sträcker sig även genom området. De samurajer som bodde där (kallade jisamurajer av historiker) slöt sig samman i mindre klaner och skyddade sig mot utomstående genom att förlägga sina byar på otillgängliga ställen, ofta skyddade av enkla fortifikationer. De fokuserade av uppenbara skäl på småskaliga krigsaktiviteter och var ofta tvungna att alliera sig med utomstående, mer inflytelserika klaner. Med tiden blev de kända för sin skicklighet i gerillakrigföring och spionage och detta ledde till att daimyō från andra provinser började använda dem (eller satte upp motsvarande enheter) i sina egna arméer. Detta var grunden för myten om "ninja"-banden från Koga och Iga.
Det finns ingenting som tyder på att det skulle varit skamligt att fungera som ninja. Att använda spionage, "fula trick" och bedrägeri var något som alla krigsherrar gjorde under tiden, inte minst Japans mest berömda shogun Tokugawa Ieyasu. Ninjutsu var heller inte hemligare än någon annan Bugei Juhappan (de 18 eller fler stridskonster en samuraj förväntades behärska), men när tiderna blev fredligare var ninjutsu inget man fördjupade sig i för att återknyta till gamla "ärofulla" tider. De alltmer byråkratiserade samurajerna som fortfarande tränade specialiserade sig på duellerande, främst i formen av kenjutsu och iaijutsu  (se kendo och iaido) och ninjutsu med flera gamla arter föll mer och mer i glömska. Enligt Karl Friday är det inte troligt att det fanns stridsskolor (ryuha) specialiserade på ninjutsu, även om det inte var ovanligt att ninjutsu ingick som del av träningen.

## Vapen

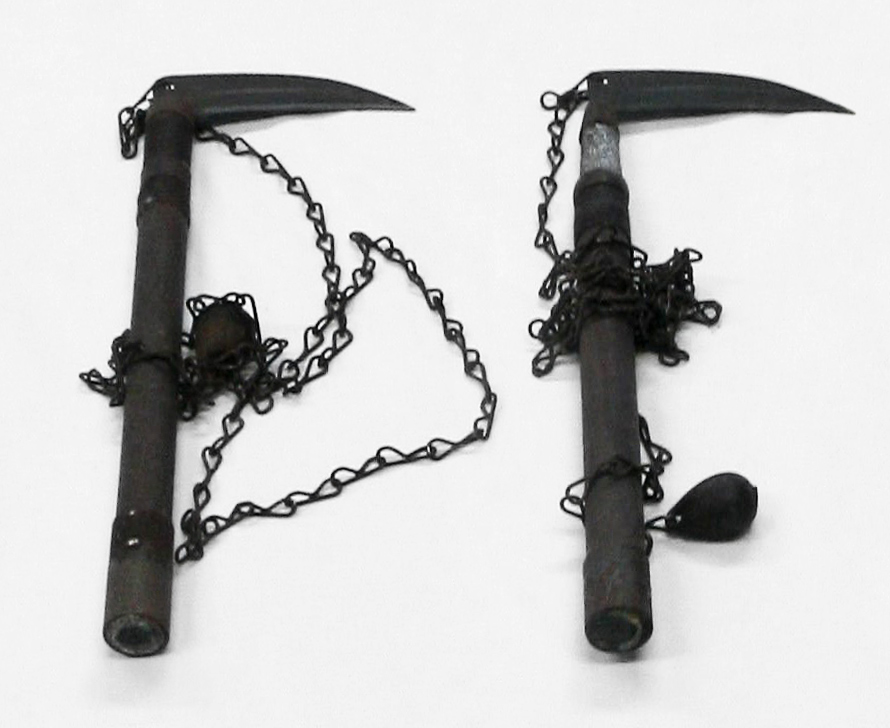
Två Kusari-gama, som ställts ut vid slottet Iwakuni. Vapnet är felaktigt förknippat med ninjor.

Att påstå att ninjor skulle ha använt sig av speciella "ninja-vapen" och rustningar är ett missförstånd som härrör ur senare tids populärkulturella försköning av ninjan genom film, tidningar och böcker. I dessa historier brukar ninjor porträtteras med korta raka svärd (se ninjato), kaststjärnor och diverse kedjevapen som skilde dem från andra krigare. Sanningen är att flertalet japanska fäktskolor nyttjade olika vapen-innovationer som kusari-gama och shuriken för att få ett övertag över en svärdsman i en duell. Att agera ninja bärande unika vapen skulle väcka uppmärksamhet och motverka syftet. Det raka ninjato-svärdet som vi ser i flertalet ninjafilmer har inget historiskt belägg.

## Kampkonst
Eftersom ninjor i gammal och modern mytologi ofta anses besitta fenomenala och hemliga kunskaper i kampkonst finns det personer och kampsportsorganisationer som vill bli förknippade med ninjor. I väst finns tre stilar som alla gör anspråk på historisk koppling till de legendariska ninjakrigarna (se Bujinkan, Jinenkan och Genbukan). Samtliga spårar sin historia tillbaka till Takamatsu Toshitsugu. Takamatsu Toshitsugu räknas bl.a. som det 33:e överhuvudet i Togakure-skolan, en skola som själv spårar sin historia tillbaka i många generationer till Iga-provinsen. Det finns skäl att misstänka att detta främst har med marknadsföring att göra då Togakure-skolans historiska äkthet är starkt ifrågasatt inom budo-världen. Skolan, som av dess utövare påstås vara den äldsta i Japan och över 200 år äldre än den tid där man anser systemet med fäktskolor (ryu-ha) uppstod, är inte nämnd en enda gång av oberoende källor och urkunder. Enligt Bugei Ryuha Daijiten som anses vara standardverket inom akademisk budo-forskning är den lista över arvtagare av Togakure ryu traditionen som återfinns i boken baserad på muntlig tradition (sk kuden) som nedtecknats i modern tid, vilken även innehåller direkta historiska felaktigheter;
系譜は諸伝の資料や口伝を参照して潤色を加え、文献上実在の人物も実際より年代を古くしている点があるように思われる。
"Listan (över mästare) innehåller försköningar genom att referera till information och kuden (muntlig tradition) om personer vars existens är baserad på skrivna källor och traditioner i syfte att framstå som äldre än den faktiskt är." (Bugei Ryuha Daijiten 1978 års utgåva, sid 627, översättning av Kagerou).
Under 1980-talets populärkulturs ninjaboom dök även många ännu mera tveksamma ninjastilar upp (främst i USA, se exempelvis Ashida Kim). Gemensamt för dessa är att de alla saknar trovärdig historia och ej kunnat bevisa sina påstådda kopplingar till Japan.
Vissa få koryu (strids/fäktskolor skapade före 1868) har kvar element av traditionell ninjutsu i sitt curriculum - som exempelvis skolan Tenshin Shōden Katori Shintō-ryū (天真正伝香取神道流?), även om detta inte är något man lär ut till vem som helst. Även japanska kendoförbundets iaido har element av ninjutsu i vissa kata - exempelvis i formen "shinobu" där man utför ett anfall i skydd av mörkret.
Sammanfattningsvis kan man säga att det inte finns någon speciell kampkonst av och för "ninjor". Påståendet är anakronistiskt och saknar dessutom helt belägg.

## Ninjan i populärkulturen

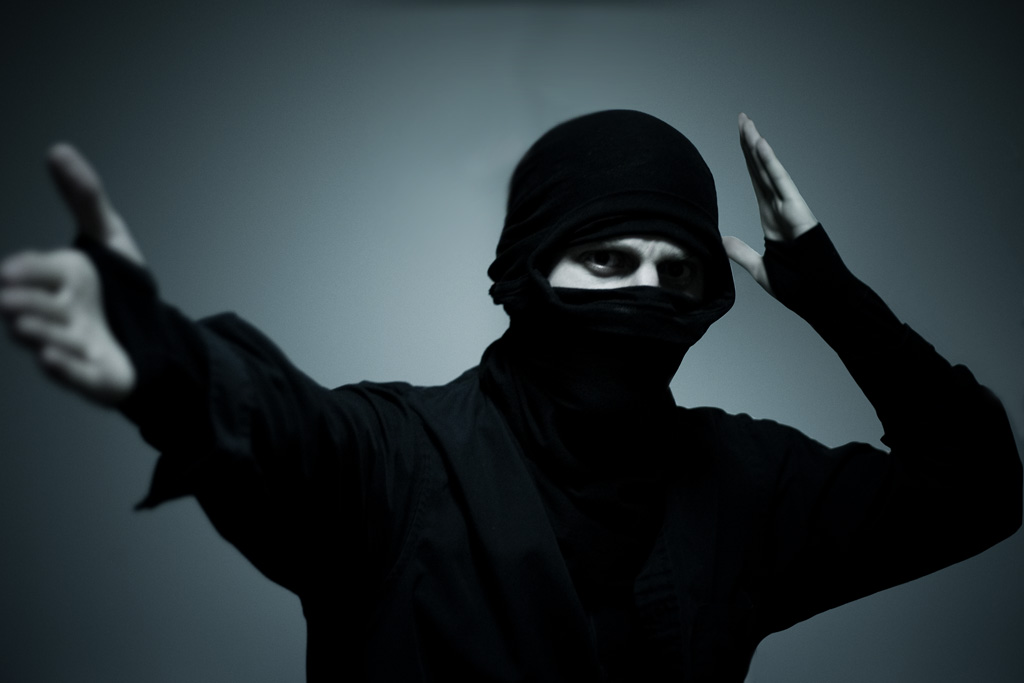
En ninja som de ofta avbildas i fiktiva berättelser.

Den historiska ninjan är nästan totalt överskuggad av den fiktiva och man kan fråga sig om de har ett gemensamt ursprung. Populärkulturens svartklädda ninja härstammar med stor sannolikhet från kabukiteaterns dolda scenarbetare. Om en rollkaraktär blev "osynlig" illustrerades detta av att en scen-"ninja" tog hans plats, dvs den ursprungliga skådespelaren försvann från scenen och en karaktär helt i svart tog över rollen. Scenninjan kom så småningom att få en egen roll som skurken med övernaturliga krafter som hjälten ska besegra. Denna skurk blev så populär att man under mitten av Tokugawa-eran fram till idag hade spökhus med ninjor som visade upp sina "konster" och skrämde barn. De ninjor som begår olika hemskheter på gamla japanska träsnitt har samma mundering som kabukins dolda scenarbetare och ligger till grund för hur filmninjan ser ut idag. Under 1910-talet och framåt får ninjan en positiv roll och blir hjälten i diverse japanska pojkböcker. De mest kända är böckerna om "hoppande apan" Sarutobi Sasuke.
I dagens populärkultur möter vi den postmoderna ninjan.[källa behövs] Bland redskapen har det letat sig in högteknologiska James Bond-prylar, New York har blivit en naturlig miljö men betoningen på traditionen är starkare än någonsin. Under 1970-talet, 1980-talet och början av 1990-talet exploderade kampsporten och såldes även ninjan i väst. Litteratur, filmer, tv-spel med mera kom i mängder och ofta med lite eller ingen historisk koppling eller korrekthet, vilket har lett till en väldigt skev bild av den historiska ninjan. Om en japan i dag tillfrågas är det många som är osäkra på hur mycket som egentligen är myter.
Ninjans plats i (den västerländska) populärkulturen intogs stegvis:
- 1970-talets kung fu-filmer - västerlänningar fick upp ögonen för kampkonstestetiken.
- 1980-talets ninjafilmer, TV- och datorspel - interaktiv underhållning med ninjan både som huvudperson och ond fiende. Författaren Eric Van Lustbaders roman Ninja och dess uppföljare blev också framgångsrika.
- Sköldpaddorna Teenage Mutant Ninja Turtles - ninjaleksakerna blev standard i många barnkammare.
- 2000-talets manga/anime. Naruto är en populär tecknad manga och anime som hämtar material från ninjamyter.